# Khanderi
Khanderi (officiellement l’île Kanhoji Angre) est une île avec un fort, située au sud de Bombay, le long de la côte du Maharashtra, en Inde.

## Emplacement
Khanderi est situé à 5 km au large des côtes du Maharashtra (au large de Thal, Kihim) et à 20 km au sud de Bombay. Khanderi, avec son fort jumeau Underi (Jaidurg) constituait la principale fortification le long de la côte du Maharashtra. Khanderi est tombé sous le contrôle du maharajah Shivaji et Underi sous le contrôle de ses adversaires, les Siddis. L’île se compose de deux hautes collines, l’une orientée au nord et l’autre orientée au sud. Initialement, les îles d’Underi et de Khanderi étaient inhabitées. Khanderi contenait deux puits pour fournir de l’eau aux forces à l’intérieur, et un temple de Sri Betal. Le fort est une zone d’accès restreint, qui relève de la juridiction de la marine indienne.
De plus, le fort possède quelques vieux canons en métal, la tombe de Daud Pir, un saint local et une pierre de musique qui émet des notes de musique métalliques lorsqu’elles est frappée. Il y a un passage secret pour aller jusqu’au fort Kulaba d’Alibag.

## Historique
En 1679, Khanderi a été occupée par les forces de Shivaji sous le commandement de Maynak Bhandari, qui a supervisé la construction des murs de fortification. Par la suite, le fort de Khanderi a été construit sous le règne du roi Maratha Shivaji Maharaj en 1679 de notre ère
Pour garder sous contrôle les Siddis du fort de Murud-Janjira. Il a été le site de nombreuses batailles entre les forces de Shivaji Maharaj et la marine de Siddi. En 1813, Manaji Angre remet le fort à Peshve en échange du soutien apporté à Baburao. Le fort a ensuite été cédé en 1818 aux forces de la Compagnie britannique des Indes orientales à Bombay dans le cadre du territoire Peshwâ. La majeure partie du fort est encore intacte, la construction la plus importante étant un phare construit par les Britanniques en juin 1867 et le bâtiment de deux étages sur lequel se trouve le phare,. Le phare mesure 22 pieds de haut et peut être vu jusqu’à 13 km.
En 1998, l’île de Khanderi a été rebaptisée île Kanhoji Angre en l’honneur de l’amiral Maratha Kanhoji Angre.
En septembre 2013, le ministère du Tourisme indien et le ministère de la Navigation ont élaboré des plans pour développer l’île de Khanderi et son phare octogonal en tant que destination touristique.
Khanderi est inscrite sur la liste du patrimoine mondial en 2025 par l'UNESCO, en tant que partie du bien « Paysages militaires marathes de l'Inde ».